# 摩天動物園 (歌曲)
《摩天動物園》 (英語：City Zoo) 是香港歌手鄧紫棋的一首歌曲，收錄於與歌曲同名的第七張專輯於2019年12月15日發行的單曲。作為專輯中的第二波主打歌。

## 創作背景
歌曲敘述各種動物的生存姿態，並反應社會現象，暗諷人性中每個人都可能在某些時刻浮現的黑暗面；並希望每個人都能以最清澈的眼光，去識破虛假謊言的誘惑，作出最好的選擇。

## 音樂影片
音樂影片在2019年12月13日於YouTube平台上進行全球首播，由導演廖人帥執導。音樂影片大玩視覺符號，致敬傳奇音樂人，如米高·積遜、超脫樂團、披頭四、平克·佛洛伊德、金屬製品、年輕歲月、瑪麗蓮·曼森等傳奇藝人的經典專輯封面，以及大導演李安代表作《少年PI的奇幻漂流》、好萊塢地標⋯⋯等。

## 製作名單
名單來源：歌曲《摩天動物園》MV 
- 鄧紫棋 – 人聲、詞曲創作、製作人、編曲、和音
- T-Ma 馬敬恆 – 製作人、編曲
- 老道 – 編曲
- Richard Furch – 混音

## 榮譽及評價
微博樂評人梁曉輝指歌曲是2019年令人印象深刻的女性嘻哈華語作品，歌詞創作成功地運用大家熟悉的文化符號展現人類在進化中與慾望周旋的主題；在歌曲演繹方面，她運用了氣聲的渲染和鼻音的力度去營造對比和誇張感，聽上去既有力度又顯得輕盈，讓歌曲帶上呼吸感和透氣感；音樂錄影帶為歌曲加分不少，同時展現鄧紫棋的音樂根基來源。
| 年份   | 頒獎禮                       | 獎項         | 作品           | 結果 | 來源  |
| ------ | ---------------------------- | ------------ | -------------- | ---- | ----- |
| 2020年 | 第23屆十大專輯暨單曲頒獎典禮 | 年度十大單曲 | 《摩天動物園》 | 獲獎 | [ 6 ] |
| 2020年 | 第31屆金曲獎                 | 年度歌曲獎   | 《摩天動物園》 | 提名 | [ 7 ] |
| 2020年 | 第31屆金曲獎                 | 最佳作曲人獎 | 《摩天動物園》 | 提名 | [ 7 ] |

## 商業表現
《摩天動物園》在發佈當天於香港KKBOX華語新歌日榜獲得第四十七位，之後上升至第二位。另外在KKBOX華語新歌日榜首登第二十位，之後上升至第五位，最高排名為第三位。
臺灣方面，歌曲發佈當天在KKBOX華語新歌日榜獲得第九十位，之後上升至第十二位，歌曲發佈第三天排名第五位，再攀升至排名為第二位，經過十天打榜，終於登上榜首。另外在華語單曲日榜首日登上第四十一位，之後上升至第十三位，再上升至排名第三，最高排名為第二位。

## 榜單表現
| 榜單                  | 最高 排名 |
| --------------------- | --------- |
| 香港KKBOX華語新歌日榜 | 2         |
| 香港KKBOX華語單曲日榜 | 3         |
| 臺灣KKBOX華語新歌日榜 | 1         |
| 臺灣KKBOX華語單曲日榜 | 2         |

| 榜單                  | 最高 排名 |
| --------------------- | --------- |
| 香港KKBOX華語新歌週榜 | 2         |
| 香港KKBOX華語單曲週榜 | 4         |
| 臺灣KKBOX華語新歌週榜 | 1         |
| 臺灣KKBOX華語單曲週榜 | 2         |